# Брей Вондерерз
ФК «Брей Вондерерз» (ірл. Cumann Peile Fánaithe Bhré) — ірландський футбольний клуб з міста Брей, заснований у 1942 році. Виступає у Прем'єр-лізі. Домашні матчі приймає на стадіоні «Карлайл Граундс», потужністю 7 000 глядачів.

## Титули
- Володар Кубка Ірландії (2): 1990, 1999